# Жеведь (река)
Же́ведь (укр. Жеведь) — правый приток Десны, протекающий по Черниговскому району и Козелецкому району (Черниговская область, Украина).

## География
Длина — 22 км.
Русло сильно-извилистое в нижнем течении, шириной 20 м и глубиной 1,5 м. В среднем течении реки русло выпрямлено в канал (канализировано) с сетью каналов (село Смолин). В нижнем течении водотоками сообщается с сетью каналов (южнее села Смолин). На реке есть озеро Плоское. Через одноименный ручей сообщается с рекой Рудка, также в нижнем течении сообщается временными и постоянными водотоками с озёрами.
Река берёт начало непосредственно севернее села Жеведь (Черниговский район). Река течёт на юг. Впадает в Десну (её залив) восточнее села Лебедевка (Козелецкий район).
Пойма занята заболоченными участками с лугами и кустарниками, незначительно — лесами (лесополосами). В среднем и нижнем течении (южнее села Смолин) река протекает по территории Межреченского регионального ландшафтного парка, в среднем течении — Жеведского заказника с площадью 236 га.
Притоки (от истока к устью):
1. ручей Жерело (левый)
2. ручей Кривша (правый)

Населённые пункты на реке (от истока к устью):
Черниговский район
1. Жеведь
2. Смолин